# Amor em Verona
Love in the Villa (bra/prt: Amor em Verona) é um filme de comédia romântica de 2022 escrito, dirigido e produzido por Mark Steven Johnson. É estrelado por Kat Graham, Tom Hopper e Raymond Ablack.

## Premissa
Julie, uma professora da terceira série, está fascinada por Verona porque é cenário da peça Romeu e Julieta de William Shakespeare. Enquanto ela se prepara para a tão esperada viagem a Verona, seu namorado Brandon termina abruptamente seu relacionamento com ela e agora Julie deve viajar sozinha.
Ao chegar à villa que ela havia reservado, ela descobriu que a villa estava reservada duas vezes e agora ela é forçada a dividir o lugar com um especialista em vinhos chamado Charlie. Os dois se odeiam no início, porém, depois de começarem a passar um tempo juntos, acabam se apaixonando.

## Elenco
- Kat Graham como Julie Hutton
- Tom Hopper como Charlie Fletcher
- Raymond Ablack como Brandon
- Laura Hopper como Cassie
- Sean Amsing como Rob
- Emilio Solfrizzi como Silvio D'Angelo
- Vincent Riotta como Carlo Caruso

## Lançamento
O filme foi lançado em 1º de setembro de 2022 na Netflix.

## Recepção

### Resposta da crítica
As principais críticas do filme foram negativas. Possui um índice de aprovação de 33% no site agregador de críticas Rotten Tomatoes, com base em 21 avaliações. Prateek Sur, do Outlook, deu ao filme uma classificação de 2/5. Adrian Horton, do The Guardian, também deu uma classificação de 2/5 e chamou a obra de "mais uma comédia romântica da Netflix completamente esquecível".

## Prêmios e indicações
Ryan Shore recebeu uma indicação de Melhor Trilha Sonora Original do Music+Sound Awards de 2023. O filme foi indicado em Melhor Supervisão Musical para um Filme Não Lançado no Cinema no 13º Prêmio Anual do Guild of Music Supervisors.